# Strimmig spjutfisk
Strimmig spjutfisk (Tetrapturus audax) är en fiskart som först beskrevs av Philippi, 1887.  Strimmig spjutfisk ingår i släktet Tetrapturus och familjen Istiophoridae. IUCN kategoriserar arten globalt som nära hotad. Inga underarter finns listade i Catalogue of Life.